# Duc de Viseu
El títol Duc de Viseu va ser creat pel rei Joan I de Portugal el 1415, en favor del seu fill tercer Enric el Navegant. Junt amb el de Coïmbra, creat a la mateixa època, és el ducat més antic del país. Amb Ferran de Portugal, va esdevenir un títol hereditari i associat al ducat de Beja, però l'any 1495 l'hereu d'aquests títols va ser Manuel I, rei de Portugal i, així, ambdós títols van ser reincorporats a la corona.

## Ducs de Viseu
1. Enric el Navegant, infant de Portugal (1394-1460)
2. Ferran de Portugal, duc de Beja i conestable de Portugal (1433-1470)
3. Joan de Viseu, duc de Beja i conestable de Portugal, fill de l'anterior (1448-1472)
4. Dídac de Viseu, duc de Beja, germà de l'anterior (1450-assassinat, 1484)
5. Manuel I, rei de Portugal (1469-1521)
6. Miguel de Bragança (n.1878)
7. Miguel de Bragança (n.1946) (germà de Duarte Pio, Duc de Bragança)